# Verkhneaksiónovski
Verkhneaksiónovski (en rus: Верхнеаксёновский) és un poble (un khútor) de l'óblast de Volgograd, a Rússia, segons el cens del 2010 tenia 145 habitants.